# Daniel Ducarme
Daniel Ducarme (ur. 8 marca 1954 w Liège, zm. 28 sierpnia 2010 w Brukseli) – belgijski i waloński polityk, parlamentarzysta, były przewodniczący frankofońskich liberałów, w latach 2003–2004 minister-prezydent Regionu Stołecznego.

## Życiorys
Pracował jako doradca polityczny. Od lat 80. obejmował stanowiska publiczne, w latach 1985–1987 był ministrem w rządzie Regionu Walońskiego. W latach 1981–1984 i 1985–1995 i od 2004 sprawuje mandat posła do Izby Reprezentantów. W okresie 1988–2000 był burmistrzem Thuin. Był także członkiem rady regionalnej Walonii i rady wspólnoty francuskiej (1995–1999), a także radnym Schaerbeek.
W latach 1984–1985 zasiadał w Parlamencie Europejskim. Ponownie był europosłem od 1999 do 2003, pełnił m.in. funkcję kwestora PE. W latach 1990–1992 był współprzewodniczącym Partii Reformatorsko-Liberalnej. W 1999 stanął samodzielnie na czele tego ugrupowania, a dwa lata później został przewodniczącym bloku PRL-FDF-MCC. W latach 2002–2003 kierował federacyjnym Ruchem Reformatorskim (który faktycznie zastąpił PRL).
W 2003 zastąpił François-Xaviera de Donnea na stanowisku ministra-prezydenta Regionu Stołecznego. Z urzędu tego, podobnie jak z funkcji partyjnych i samorządowych, zrezygnował w 2004 po tym, jak gazeta „Vers l’Avenir” opisała wątpliwości dotyczące jego spraw podatkowych. Daniel Ducarme objął wówczas mandat posła do Izby Reprezentantów, w 2007 uzyskał reelekcję w wyborach krajowych. Nie ubiegał się o reelekcję w przedterminowych wyborach z czerwca 2010. Zmarł w sierpniu tego samego roku.
Uhonorowany m.in. Krzyżem Komandorskim i Krzyżem Wielkiego Oficera Orderu Leopolda, a także tytułem ministra stanu.
Był ojcem Denisa Ducarme.